# 正確度と精度
科学、工学、産業、統計学の分野における正確度（せいかくど、英: accuracy）と精度（せいど、英: precision）とは、測定、推定または計算値に関し、
- 正確度とは、その値が「真値」に近い値であることを示す尺度である。系統誤差の小ささを言う。（確度とも呼ぶ。）

「JIS Z 8101 統計−用語及び記号」では、精確さ、総合精度(accuracy)は真の値との一致の程度と定義され、真度 (trueness) と精度 (precision) とを結合したものと定義される。
「JIS Z 8103 計測用語」では、精度 (accuracy) は真の値との一致の度合いと定義され、正確さ (trueness) と精密さ、精密度 (precision) を含めたとされる。下記の精度 (precision) の用語と混同に注意が必要である。
- 精度とは、その複数回の値（複数回の測定または計算の結果）の間での互のばらつきの小ささの尺度である。偶然誤差の小ささを言う。（精密度（せいみつど）、再現性とも呼ばれる。）
- 確定性（かくていせい、英: unambiguity）とは、その複数回の値が、多峰性ではなく単峰性の分布を示す性質である。

計算や測定の結果は正確度は高くても精度が低いこともあるし、逆に精度が高いが正確度が低いこともある（もちろんどちらも高い場合もどちらも低い場合もある）。正確かつ高精度な「結果」を有効あるいは妥当であるという。正確度と精度を同時に高めることは可能である。例えば、矢が全て的の中心を射た場合、それらは全て真の値に近く（正確度）、かつ互いに近い（精度）。統計学では「誤差」と「偏り」という用語を用いる。

## 正確度 vs 精度 - 的（まと）の例え

高正確度だが低精度

高精度だが、低正確度

正確度は正確性の尺度であり、精度は再現性の尺度である。これらの違いをダーツや矢の的を使って説明する。
ここでは、繰り返し測定することを的に向かって矢を何度も放つことになぞらえる。正確度とは、的の中心と矢が当たった場所との近さを意味する。中心に近ければ近いほど正確度は高いと見なされる。すなわち、あるシステムの測定値が本来の値に近ければ近いほど、そのシステムの正確度が高いということができる。
矢をどんどん放ったとき、矢の当たった範囲の大きさが精度に相当する。矢を1回だけ放った場合、条件が同じであれば以前に得られた精度の範囲でその後の矢が似たような場所に当たると予想できる。全ての矢が非常に狭い範囲に当たった場合、精度が高いということができ、これはその範囲が中心とどういう距離にあるのかは無関係である。精度の高い測定は必ずしも正確度が高いとは限らない。
しかし、個々の測定の正確度が信頼できるほど高いと言えるには、精度が高い必要がある。矢がばらばらに当たっている場合、それらが中心に近いとはいえないからである。平均すれば中心に近いかもしれないが、個々の矢は正確とは言えない。

## 論理レベルモデルとICシミュレーションにおける正確度と精度
SIGDA Newsletter [Vol 20. Number 1, June 1990] によると、論理シミュレーションとトランジスタ回路シミュレーションの正確度の評価という考え方は間違いであるとしている。これは、精度の比較であり、正確度の比較ではない。精度は詳細さを反映した尺度であり、正確度は真実性を反映した尺度である。関連する話題として "Logic Level Modelling", by John M. Acken, Encyclopedia of Computer Science and Technology, Vol 36, 1997, page 281-306 がある。

## 正確度と精度の定量化
理想的な測定機器は正確で高精度であり、測定結果は本来の値に極めて近く、かつ毎回ごく狭い範囲の値を示す。
測定における正確度と精度の確立には、参照標準となるトレーサブルなものを繰り返し測定する必要がある。そのような標準は国際単位系で定義され、国家計量標準機関（例えば計量標準総合センター）が管理保守している。

### 精度の定量化
精度は測定における標準偏差で表されることが多く、これを測定の標準誤差と呼ぶこともある。標準偏差によって定義される範囲は測定の68.3%（1σ）の信頼区間である。標準偏差を正確に求めるために十分な回数の測定が行われ、測定の誤差に偏りがなければ、測定のうち68.3%は 1σ の範囲にあり、95.4%は 2σの範囲にあり、99.7%は 3σ の範囲にあることになる。
これは測定を繰り返して平均を求める場合にも適用できる。この場合は特に標準誤差という用語が使われる。平均値の精度は、測定回数の平方根で既知の標準偏差を割った値に等しい。中心極限定理によると、測定値の平均の確率分布は個々の測定値の分布よりも中心に集まる。

### 正確度の定量化
正確度に関しては、次のことを区別することができる:
- 測定値の平均と標準値の差、すなわち偏り。この値を確定して補正することは校正において必須とされる。
- 偏りと精度の合成された影響。

### 有効数字
科学や工学では、正確度や精度を有効数字で暗に示すことが多い。つまり、明示的に示されなかった場合、誤差の範囲は最小有効桁の半分と見なされる。例えば、843.6m、843.0m、800.0m といった記録がある場合、誤差の範囲は 0.05m である。記録が 8436m、8430m、8000m なら、誤差の範囲は 0.5m である。誤差の範囲がそれより大きい場合、8.0 ×103m のような表記で誤差の範囲が 50m であることを示す。また、単位を変更して 8.0km としても 8.0 ×103m と同じ誤差を表すことになる。しかし、情報源がこの記法に従っていない場合、そのデータを使用することで精度の誤りが発生する。
別の観点から考えると、8 という値が測定の結果得られたということは、'1' の精度であることを示し（その測定機器の測定値は 1 以上の部分だけ利用できる）、値が 8.0 なら（数学的には 8 と同じだが）小数点以下第一位も測定され、その値がゼロであったことを示す（その測定機器の測定値は小数点以下第一位まで利用できる）。後者のほうが精度が高いといえる。この場合、正確度は関係ない（本当の値はどちらの場合も 9.5 かもしれない）。従って、正確度は測定の正確さを表すが、精度は測定値の差異の有意性を表すといえる。

### 相対誤差
精度は誤差の絶対的な大きさだけでなく、測定量の大きさ自身にも関係するため、相対誤差という考え方がしばしば用いられる。
相対誤差 = 誤差 / 真値(あるいは最確値)
たとえば同じ測定を複数回だけ行い、そのときの標準偏差を誤差、平均値を最確値としたときの相対誤差を相対標準偏差(RSD)という。
RSD = 標準偏差 / 平均値

## 精度の更なる分類
精度は次のように分けることがある:
- 反復可能性（repeatability）- 同じ測定機器や測定者が短期間で同じ結果を得られる度合い
- 再現性（reproducibility）- 異なる測定機器や測定者が同じ測定方法を再現したときに同じ結果を得られる度合い

## 統計学における正確度
「正確度」の他の用法として、統計的測定での二項分類の条件設定の正しさを指すことがある。
|           |      | 条件 （例えば疾病） 一般的標準による判定 |          |              |
| 真        | 偽   |                                          |          |              |
| 検査 結果 | 陽性 | 真陽性                                   | 偽陽性   | → 陽性予測値 |
| 検査 結果 | 陰性 | 偽陰性                                   | 真陰性   | → 陰性予測値 |
|           |      | ↓ 感度                                   | ↓ 特異度 | 正確度       |

すなわち、正確度は真陽性と真陰性が全体に占める割合を指す。これは検査のパラメータの1つである。
{\displaystyle {\rm {accuracy}}={\frac {{\rm {number\ of\ True\ Positives}}+{\rm {number\ of\ True\ Negatives}}}{{\rm {numbers\ of\ True\ Positives}}+{\rm {False\ Positives}}+{\rm {False\ Negatives}}+{\rm {True\ Negatives}}}}}
正確度が100%であるといった場合、検査によってその疾病の患者かどうかが必ず判明することなどを意味する。

## 精密
主に専門用語で、正確かつ高精度性を実現する方法論，それを備えた機械等を形容する際に「精密」を用いる。被修飾語（方法論もしくは機械等）が精度を備えていたり，それが高いことを形容しているわけではない。

### 「精密」
専門用語の和訳では，英語の形容詞「precision」に対応付けを取る。
- 例：精密工学，精密機械工学（precision engineering)
- 例：精密機械（precision machinery)
- 例：精密爆撃（precision bombing)
- 例：精密誘導兵器，精密誘導爆弾（precision-guided munition)
- 例：精密光学機器（precision optical products）

### 「高精度」
専門用語の和訳では，英語の形容詞「precise」もしくは「high precision」に対応付けを取る。被修飾語が備える精度が高いことを形容している。
- 例：高精度測定値（precise measurement）
- 例：高精度センシング（high-precision sensing）

しかし形容語「精密」と「高精度」との和訳の区別が守られない用例も僅かに見られる。

## 注
1. ↑  https://unit.aist.go.jp/nmij/